# SN 2002I
SN 2002I – supernowa typu Ia odkryta 19 stycznia 2002 roku w galaktyce IC4229. W momencie odkrycia miała maksymalną jasność 17,30m.